# Manoliássa
Manoliássa, en grec moderne : Μανωλιάσσα, est un village du dème d'Ioánnina, district régional d'Ioánnina, en Épire, Grèce.
Selon le recensement de 2011, la population du village s'élève à 184 habitants.